# Dereağzı (Tavas)
Dereağzı ist ein Dorf im Landkreis Tavas der türkischen Provinz Denizli. Dereağzı liegt etwa 83 km südlich der Provinzhauptstadt Denizli und 43 km südlich von Tavas. Dereağzı hatte laut der letzten Volkszählung 170 Einwohner (Stand Ende Dezember 2010).